# 12 Ore di Sebring 1957

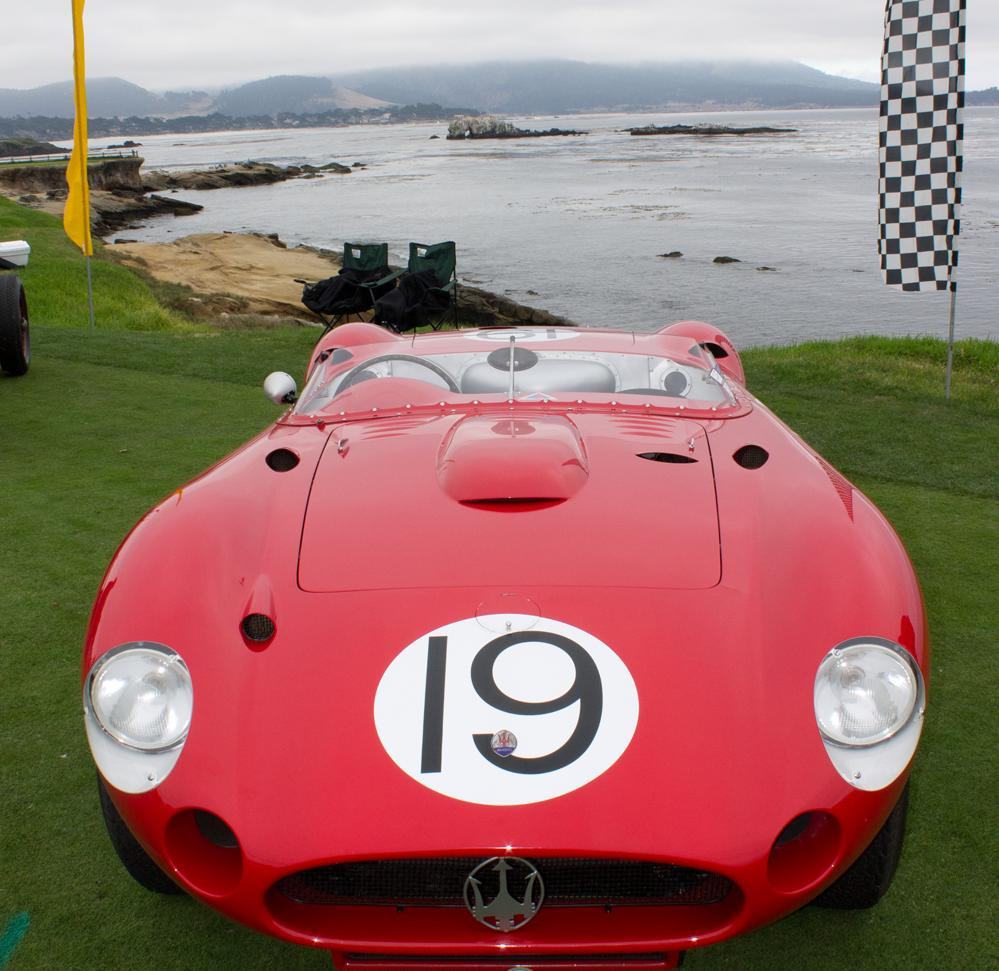
Una Maserati 450S, vincitrice della gara.

La 12 Ore di Sebring 1957 (Florida International Grand Prix of Endurance for The Amoco Trophy) è stata la settima edizione della 12 Ore di Sebring, oltre che secondo round del Campionato mondiale vetture sport 1957 e si tenne al Sebring International Raceway il 23 marzo 1957.

## Vigilia
Per questo evento sono state registrate un totale di 86 auto da corsa, di cui 76 sono arrivate per le prove. Solo questi, 66 si sono qualificati e hanno iniziato la gara. Tra le numerose storie dei media che circolavano su questa gara c'era che la divisione Chevrolet della General Motors Company avrebbe sfidato il dominio europeo iscrivendo quattro auto sportive Corvette. Una di queste sarebbe un'auto radicalmente nuova, la Corvette SS con carrozzeria in lega di magnesio, con i suoi 4.638 c.c. motore completo di testate cilindri in alluminio leggero. Oltre a questa elegante SS blu metallizzato, c'era un mulo di sviluppo SS, equipaggiato con un motore Corvette standard e un corpo in plastica. Nonostante l'aspetto trasandato, è stato molto veloce e nei giorni precedenti l'evento, altri piloti chiedevano costantemente al direttore della competizione Chevy, Zora Arkus-Duntov, la possibilità di guidare una delle SS. Avrebbe solo pochi selezionati per guidare uno di questi. Dopo aver terminato le prove libere sulle loro Maserati, sia Juan Manuel Fangio che Stirling Moss sono stati autorizzati da Duntov a fare una corsa di cortesia nell'auto di prova. Nel giro di due giri, Fangio ha battuto il record sul giro del percorso.
L'altra storia davanti a Sebring, è stata la defezione di Fangio alle Officine Alfieri Maserati della Scuderia Ferrari. Fangio aveva vinto questo evento per la Ferrari nel 1956. Nel tentativo di attirare Fangio dalla Ferrari, Maserati si offrì di fornirgli non meno di sei auto da corsa nuove di zecca per i test. Ha scelto una 450S per la gara, che alla fine ha portato alla vittoria a Sebring. Intanto, tornato a Maranello, l'onere della vittoria della Ferrari a Sebring è caduto sulle spalle di Eugenio Castellotti, che ha collaborato con Fangio nel 1956. Tuttavia, il 14 marzo Castellotti stava provando una Ferrari di Formula 1 all'Autodromo di Modena quando è caduto pesantemente, morendo sul colpo per le ferite riportate.
Prima della gara, una piccola folla di fotografi scattava ai box della Renault. Sembrava che Gilberte Thirion e Nadège Ferrier, che avrebbero dovuto guidare una Renault Dauphine 845cc, stessero posando per la stampa, mentre solo pochi fotografi sono stati visti altrove lungo la corsia dei box. Forse, artisti del calibro di Fangio e Collins, non erano adatti come queste guidatori.
Nel frattempo, la Lotus Cars aveva portato quattro Lotus Eleven dal Norfolk. Il loro designer e fondatore, Colin Chapman, ha avuto un modo innovativo di finanziare il lavoro del team di Sebring. Tutte e quattro le voci sono state pre-vendute a clienti americani.

## Gli Iscritti
| No. | Squadra                   | Auto                  | Pilota 1                          | Pilota 2                       | Pilota 3                     |
| --- | ------------------------- | --------------------- | --------------------------------- | ------------------------------ | ---------------------------- |
|     | Loyal Katskee             | Jaguar D-Type         | Loyal Katskee                     |                                |                              |
| T   | Lindsay Hopkins           | Chevrolet Corvette SS | Piero Taruffi Zora Arkus-Duntov   | John Fitch Stirling Moss       | Juan Manuel Fangio           |
| 1   | Lindsay Hopkins           | Chevrolet Corvette SS | John Fitch                        | Piero Taruffi                  |                              |
| 5   | Jaguar Cars North America | Jaguar D-Type         | Mike Hawthorn                     | Ivor Bueb                      |                              |
| 6   | B. S. Cunningham          | Jaguar D-Type         | Bill Lloyd                        | Briggs Cunningham              |                              |
| 6T  | B. S. Cunningham          | Jaguar D-Type         | Bill Lloyd                        | Briggs Cunningham              |                              |
| 7   | B. S. Cunningham          | Jaguar D-Type         | Walt Hansgen                      | Russ Boss                      |                              |
| 8   | Jack Ensley               | Jaguar D-Type         | Pat O'Connor                      | Jack Ensley                    |                              |
| 9   | Alfonso Gómez-Mena        | Jaguar D-Type         | Alfonso Gómez-Mena                | Ernie Erickson                 | Santiago González            |
| 10  | R. V. Milosevich          | Jaguar D-Type         | Pete Woods                        | Bobby Unser                    |                              |
| 11  | Ferrari Factory           | Ferrari 315 Sport     | Peter Collins                     | Maurice Trintignant            |                              |
| 12  | Ferrari Factory           | Ferrari 315 Sport     | Alfonso de Portago                | Luigi Musso                    |                              |
| 14  | Ferrari Factory           | Ferrari 290 MM        | Phil Hill                         | Wolfgang von Trips             |                              |
| 15  | George Tilp               | Ferrari 290 S         | Masten Gregory                    | Lou Brero                      |                              |
| 16T | Scuderia Ferrari          | Ferrari 857 Sport     | Peter Collins Maurice Trintignant | Alfonso de Portago Luigi Musso | Phil Hill Wolfgang von Trips |
| 19  | Maserati Factory          | Maserati 450S         | Jean Behra                        | Juan Manuel Fangio             |                              |
| 68  | J. Kilborn                | Ferrari 121 LM        | John Kilborn                      | Lloyd Barton                   |                              |

| No. | Squadra        | Auto          | Pilota 1       | Pilota 2 | Pilota 3 |
| --- | -------------- | ------------- | -------------- | -------- | -------- |
|     | Tony Parravano | Maserati 350S | Tony Parravano |          |          |

| No. | Squadra          | Auto              | Pilota 1       | Pilota 2          | Pilota 3     |
| --- | ---------------- | ----------------- | -------------- | ----------------- | ------------ |
|     |                  | Maserati 300S     | Richie Ginther |                   |              |
| 20  | Maserati Factory | Maserati 300S     | Stirling Moss  | Harry Schell      |              |
| 21  | Maserati Factory | Maserati 250S     | Roy Salvadori  | Carroll Shelby    |              |
| 22  | A. V. Dayton     | Maserati 150S 2.5 | Jo Bonnier     | Giorgio Scarlatti |              |
| 22  | A. V. Dayton     | Maserati 300S     |                |                   |              |
| 69  | J. Pauley        | Ferrari 750 Monza | Jim Pauley     | Don Vitale        | Harry Kullen |

| No. | Squadra          | Auto                  | Pilota 1           | Pilota 2        | Pilota 3         |
| --- | ---------------- | --------------------- | ------------------ | --------------- | ---------------- |
| 26  | James Kimberly   | Maserati 200 SI       | Jim Kimberly       | Ted Boynton     |                  |
| 27  | Lance Reventlow  | Maserati 200 SI       | Lance Reventlow    | Bill Pollack    |                  |
| 28  | Temple Buell     | Ferrari 500 TRC       | Howard Hively      | Richie Ginther  |                  |
| 29  | E. Lunken        | Ferrari 500 TRC       | Ed Lunken          | Charles Hassan  |                  |
| 30  | W. Helburn       | Ferrari 500 TRC       | William Helburn    | Jim Pauley      |                  |
| 31  | J. de Vroom      | Ferrari 500 TRC       | Jan de Vroom       | George Arents   | David Cunningham |
| 35  | A.C. Car Company | AC Ace-Bristol        | Joseph Hap Dressel | Don Cullen      | William Woodbury |
| 36  | A.C. Car Company | AC Ace-Bristol        | Juan Fernández     | J. L. Droullers | Lino Fayen       |
| 37  | S. H. Arnolt     | Arnolt Bolide         | Bob Ballenger      | Jim Peterson    |                  |
| 38  | S. H. Arnolt     | Arnolt-Bristol Bolide | John Weitz         | Robert Gary     | Jim Robinson     |
| 38T | S. H. Arnolt     | Arnolt-Bristol Bolide | John Weitz         | Robert Gary     |                  |
| 39  | S. H. Arnolt     | Arnolt-Bristol Bolide | Bob Goldich        | Stanley Arnolt  |                  |
| 71  | J. Cook          | Arnolt-Bristol Bolide | James Cook         | Ralph Durbin    | Leonard Karber   |
| 72  | A.C. Car Company | AC Ace-Bristol        | John Mull          | Evelyn Mull     |                  |

| No. | Squadra         | Auto                        | Pilota 1            | Pilota 2        | Pilota 3      |
| --- | --------------- | --------------------------- | ------------------- | --------------- | ------------- |
|     |                 | Cooper T39-Climax           |                     |                 |               |
|     | Pete Lovely     | Porsche 550 RS              | Pete Lovely         | Richie Ginther  |               |
| 41  | Porsche Company | Porsche 550 RS              | Hans Herrmann       | Jack McAfee     |               |
| 42  | Norman Scott    | Porsche 550 RS              | Norman Scott        | Frank Bott      |               |
| 43  | E. Crawford     | Porsche 550 RS              | Ed Crawford         | Phil Stewart    |               |
| 44  | Bunker & Pry    | Porsche 550 RS              | Art Bunker          | Charles Wallace |               |
| 45  | J. Kunstle      | Porsche 550 RS              | Jean-Pierre Kunstle | Ken Miles       |               |
| 46  | R. Burns        | Maserati 150S               | Lloyd Ruby          | Bobby Burns     |               |
| 47  | OSCA of Italy   | Osca MT4 1500               | Harry Beck          | Hal Stetson     | Otto Linton   |
| 62  | G. Schrafft     | Lotus Eleven-Climax         | George Schrafft     |                 |               |
| 73  | J. von Neumann  | Porsche 550 RS              | John von Neumann    |                 |               |
| 74  | C. Moran        | Lotus Eleven Le Mans-Climax | Malcolm Wyllie      | Margaret Wyllie | Charles Moran |

| No. | Squadra          | Auto                | Pilota 1        | Pilota 2             | Pilota 3       |
| --- | ---------------- | ------------------- | --------------- | -------------------- | -------------- |
| 57  | Elva Company     | Elva Mk II-Climax   | Brow Crim       | Tony Palmer-Morewood |                |
| 58  | Cooper Company   | Cooper T39-Climax   | Tom Hallock     | Max Goldman          |                |
| 59  | Lotus Company    | Lotus Eleven-Climax | Colin Chapman   | Joe Sheppard         | Dick Dungan    |
| 60  | Lotus Company    | Lotus Eleven-Climax | Jay Chamberlain | Ignacio Lozano       |                |
| 61  | Puerto Rico Club | Lotus Eleven-Climax | Victor Merino   | Luis Pedrerra        | Rafael Rosales |
| 63  | B. Stevens       | DB HBR 5-Panhard    | G. Storr        | Hal Ullrich          |                |
| 75  | Howard Hanna     | DB HBR-Panhard      | Howard Hanna    | Howard Brown         |                |

| No. | Squadra             | Auto                            | Pilota 1            | Pilota 2         | Pilota 3        |
| --- | ------------------- | ------------------------------- | ------------------- | ---------------- | --------------- |
| 56  | Behm Motors         | Stanguellini Sport Bialbero 750 | Herman Behm         | Carl Haas        | Sandy MacArthur |
| 67  | Argentine Auto Club | Osca S 750                      | Alejandro de Tomaso | Isabelle Haskell |                 |

| No. | Squadra         | Auto                    | Pilota 1      | Pilota 2      | Pilota 3    |
| --- | --------------- | ----------------------- | ------------- | ------------- | ----------- |
|     | Ford            | Ford Thunderbird        |               |               |             |
|     | Ford            | Ford Thunderbird        |               |               |             |
| 2   | Lindsay Hopkins | Chevrolet Corvette SR-2 | Paul O'Shea   | Pete Lovely   |             |
| 3   | Lindsay Hopkins | Chevrolet Corvette      | Jim Jeffords  | John Kilborn  | Dale Duncan |
| 4   | John Fitch      | Chevrolet Corvette      | Dick Thompson | Gaston Andrey |             |

| No. | Squadra           | Auto                       | Pilota 1          | Pilota 2                   | Pilota 3       |
| --- | ----------------- | -------------------------- | ----------------- | -------------------------- | -------------- |
| 16  | Harry Kullen      | Ferrari 250 GT Europa      | Olivier Gendebien | William Greenspun          |                |
| 17  | C. Flynn          | Mercedes-Benz 300 SL       | Chester Flynn     | Ed Hugus                   |                |
| 18  | C. Kreisler       | Mercedes-Benz 300 SL       | Fred Windridge    | George Reed                | Rundle Gilbert |
| 23  | Hambro Automotive | Austin-Healey 100S Special | Phil Stiles       | John Bentley               |                |
| 24  | Hambro Automotive | Austin-Healey 100S Special | Roy Jackson-Moore | Elliot Forbes-Robinson Sr. |                |
| 25  | Hambro Automotive | Austin-Healey 100S Special | Gilbert Gietner   | Ray Cuomo                  |                |

| No. | Squadra          | Auto          | Pilota 1        | Pilota 2       | Pilota 3 |
| --- | ---------------- | ------------- | --------------- | -------------- | -------- |
| 32  | Robert Grier     | Morgan Plus 4 | Robert Grier    | Bob Kennedy    |          |
| 33  | Standard-Triumph | Triumph TR3   | Mike Rothschild | Robert Johns   |          |
| 34  | Standard-Triumph | Triumph TR3   | Bob Oker        | Ed Pennybacker |          |
| 70  | Triumph Company  | Triumph TR3   | Jim Roberts     | Ed Pennybacker |          |

| No. | Squadra           | Auto                  | Pilota 1                   | Pilota 2         | Pilota 3       |
| --- | ----------------- | --------------------- | -------------------------- | ---------------- | -------------- |
| 40  | Porsche Company   | Porsche 356 A Carrera | Fritz Huschke von Hanstein | Herbert Linge    |                |
| 49  | Hambro Automotive | MG A                  | Alan Miller                | Ed Leavens       | Rowland Keith  |
| 50  | Hambro Automotive | MG A                  | Stephen Spitler            | William Kinchloe |                |
| 51  | Hambro Automotive | MG A                  | David Ash                  | Gus Ehrman       | John van Driel |

| No. | Squadra      | Auto                               | Pilota 1      | Pilota 2          | Pilota 3       |
| --- | ------------ | ---------------------------------- | ------------- | ----------------- | -------------- |
| 52  | Sir S. Oakes | Alfa Romeo Giulietta SV            | Sherman Crise | Alan Markelson    |                |
| 53  | A. Martinez  | Alfa Romeo Giulietta               | Frank Aldhous | Jack Brumby       | Daniel Watters |
| 54  | L. Comito    | Alfa Romeo Giulietta SV            | Louis Comito  | Bruce Kessler     | Bob Rubin      |
| 55  | Jake Kaplan  | Alfa Romeo Giulietta Spider Veloce | Jake Kaplan   | Charlie Rainville |                |

| No. | Squadra         | Auto             | Pilota 1         | Pilota 2        | Pilota 3        |
| --- | --------------- | ---------------- | ---------------- | --------------- | --------------- |
| 64  | Renault Company | Renault Dauphine | Maurice Michy    | Maurice Foulgoc |                 |
| 65  | Renault Company | Renault Dauphine | Gilberte Thirion | Nadège Ferrier  | Gabriele Spydel |
| 66  | Renault Company | Renault Dauphine | Paul Frère       | Jean Lucas      |                 |

## Qualifiche
Poiché non c'erano sessioni di qualifiche per impostare la griglia, le posizioni di partenza sono state decise in base alla cilindrata con la Corvette 4,6 litri di John Fitch e Piero Taruffi al primo posto. Poi c'era un'altra Lindsay Hopkins entrata nella Corvette di Paul O'Shea e Pete Lovely. Infatti le Corvette occupavano i primi quattro posti. Le successive in fila c'erano le due Maserati 450S, seguite da una mezza dozzina di Jaguar D-Type.

## Gara
Collins, su una Ferrari 315 S, è stato il primo a partire con Moss non molto indietro, ma il motore della Maserati 300S di Moss ha borbottato per un breve momento, consegnando a Collins un vantaggio imponente. Il resto del campo è seguito con i piccoli Dauphines che si sono portati in fondo. Alla fine del primo giro Collins aveva già dieci secondi di vantaggio su Moss, con la Maserati 450S di Behra non molto indietro.
Entro i primi 60 minuti, la nuova Corvette SS ha iniziato ad avere problemi ai freni e si è fermata ai box per farli controllare, mentre lì hanno cambiato anche le gomme. La Briggs Cunningham Jaguar D-Type, guidata da Bill Lloyd, è stata la prima a ritirarsi per problemi al motore, mentre Collins ha continuato a guidare con Behra ora al secondo, a pochi secondi da Collins. Moss era ora terzo, con de Portago quarto sulla sua Ferrari 315 S. Masten Gregory e Phil Hill hanno completato i primi sei con le loro Ferrari. Quando le vetture sono passate alla seconda ora, il caldo ha iniziato a mettere a dura prova sia le vetture che i piloti. La Maserati 150S di Lloyd Ruby spezzò il motore e si ritirò. Behra è passato in testa, ora davanti a Collins di oltre un minuto alle due ore, con de Portago, Moss e Gregory che hanno completato i primi cinque.
Durante la terza ora si è verificata una tragedia, quando Bob Goldich, alla guida di un'Arnolt Bolide, si è schiantato contro l'Esses e ha ribaltato più volte la sua auto. Morì sul colpo per la frattura del cranio e la frattura del collo. Quando la notizia della morte di Goldich raggiunse Stanley Arnolt, ritirò il resto della sua squadra. Questo ha segnato la prima morte di un pilota nella storia della gara di Sebring.
Alle 13:15 Behra rientra ai box e consegna la sua 450S a Fangio. Durante il suo incantesimo, Behra aveva battuto più volte il record sul giro e, a questo punto, aveva un vantaggio abbastanza ampio sul compagno di squadra Moss. Terza e quarta le Ferrari di Collins e Portago con Carroll Shelby ora quinto su Maserati.
Entro le 15:00, la Corvette SS era elencata tra i ritiri. Dalla pit lane si è diffusa la voce che i persistenti problemi di surriscaldamento hanno portato al ritiro, anche se le classifiche ufficiali indicano la causa della rottura della sospensione posteriore. Fangio era ancora in testa e alla fine Moss decise di consegnare la sua macchina al suo copilota, Harry Schell. Alle 15:19 de Portago porta la sua Ferrari con gravi problemi ai freni. I meccanici non sono riusciti a rimediare al problema e hanno riportato la vettura in pista con Luigi Musso al volante. Portago ha riferito che l'auto "non aveva freni". Entro la fine dell'ora, Mike Hawthorn ha portato la sua Jaguar D-Type per un cambio del freno.
A metà gara, il team Maserati Factory aveva Fangio in testa alla gara, ma un grave errore del team ha portato alla squalifica. Sembrava che Fangio e Shelby stessero finendo il carburante. Shelby ha portato la sua 250S e aveva iniziato a fare rifornimento quando gli è stato detto di tornare in pista perché Fangio sarebbe dovuto entrare. Dopo che Fangio è stato tagliato e liberato i box, Shelby è tornato ai box per il resto del suo carburante, ma è stato immediatamente squalificato. C'era una regola FIA che stabiliva che dovevi fare almeno 20 giri prima di poter entrare per più carburante, e il team Maserati aveva dimenticato questa regola.
Dopo 10 ore di gara, Fangio era ancora in testa, seguito da Hawthorn, de Portago e Schell. Quell'ordine non era cambiato da più di un'ora. La Ferrari di de Portago ha dovuto rientrare ai box per un problema alla pompa della benzina, che gli è costato 30 minuti. Moss ha continuato a guadagnare sui leader. Alle 21:00 Fangio era ancora al volante della sua vettura e ora era avanti di quattro giri. A causa dei pit stop e dei cambi di pilota, Moss era ora secondo con Hawthorn che scendeva al terzo, Gregory quarto e Walt Hansgen ora quinto. Nella Ferrari ufficiale, Collins era molto fuori ritmo a causa della rottura dei freni. Le piccole ma affidabili Porsche 550 erano ora in 8ª, 9ª e 10ª posizione.
A soli 30 minuti dalla fine c'era del trambusto ai box Maserati. Sembrava che durante l'ultimo pit stop in programma un meccanico avesse versato una grossa quantità di carburante sul sedile di Fangio. Nella tipica moda italiana c'erano molte urla e gesti delle mani, nel frattempo il team manager è andato a cercare un posto sostitutivo. Ne trovarono uno e Fangio tornò in gara con il vantaggio ridotto. A meno di mezz'ora dalla fine e tutti ai box Maserati trattenevano il respiro.
Alle 22:00 fuochi d'artificio sono apparsi sulla pista. Questo segnò la fine della gara e una straordinaria vittoria per Maserati. Primi sono stati Fangio e Behra al volante della loro Maserati 450S con la Maserati 300S Moss/Schell al secondo, dopo aver ridotto il vantaggio a soli due giri. Il podio è stato completato dalla Jaguar D-Type di Hawthorn, co-guidata da Ivor Bueb, la coppia inglese che ha recuperato un po' di onore per il marchio di Coventry. Al quarto posto, Gregory e Lou Brero, che in precedenza erano crollati a causa dell'esaurimento del calore, sono stati i primi Ferrari a finire. Hansgen e Russ Boss erano quinti su una Cunningham Jaguar D-Type, Collins e Maurice Trintignant erano sesti sulla prima Ferrari 315 S ufficiale, de Portago e Luigi Musso erano settimo nell'altra Ferrari 315 S ufficiale, Art Bunker e Charles Wallace erano ottavo su una Porsche 550 RS, Jean Pierre Kunstle e Ken Miles erano noni su un'altra Porsche 550 RS. Howard Hively e Richie Ginther hanno completato la top ten con la loro Ferrari 500 TRC. Bunker e Wallace hanno anche ottenuto un primo nell'Indice di prestazione che ha valutato le auto in base alle prestazioni.
Successivamente è stato rivelato che Fangio ha dovuto consultare un medico per dolorose vesciche da ustione, dalla vita alle ginocchia sul lato destro. Sembra che l'isolamento che circondava i tubi di scarico, che correvano lungo il lato guida dell'auto, si fosse consumato, lasciando la parte inferiore del corpo di Fangio esposta a temperature molto, molto calde.

## Classifica finale
I vincitori di ogni classe sono indicati in grassetto.
| Pos | Classe | N°  | Team                      | Piloti                                                                                        | Telaio                            | Giri | Giri in più/Causa ritiro        |
| --- | ------ | --- | ------------------------- | --------------------------------------------------------------------------------------------- | --------------------------------- | ---- | ------------------------------- |
| 1   | S 5.0  | 19  | Maserati Factory          | Juan Manuel Fangio Jean Behra                                                                 | Maserati 450S                     | 197  | 1648,6121 km                    |
| 2   | S 3.0  | 20  | Maserati Factory          | Stirling Moss Harry Schell                                                                    | Maserati 300S                     | 195  | +2 giri                         |
| 3   | S 5.0  | 5   | Jaguar Cars North America | Mike Hawthorn Ivor Bueb                                                                       | Jaguar D-Type                     | 193  | +4 giri                         |
| 4   | S 5.0  | 15  | George Tilp               | Masten Gregory Lou Brero                                                                      | Ferrari 290 S                     | 193  | +4 giri                         |
| 5   | S 5.0  | 7   | B. S. Cunningham          | Walt Hansgen Russ Boss                                                                        | Jaguar D-Type                     | 188  | +9 giri                         |
| 6   | S 5.0  | 11  | Ferrari Factory           | Peter Collins Maurice Trintignant                                                             | Ferrari 315 Sport                 | 187  | +10 giri                        |
| 7   | S 5.0  | 12  | Ferrari Factory           | Alfonso de Portago Luigi Musso                                                                | Ferrari 315 Sport                 | 186  | +11 giri                        |
| 8   | S 1.5  | 44  | Bunker & Pry              | Art Bunker Charles Wallace                                                                    | Porsche 550 RS                    | 185  | +12 giri                        |
| 9   | S 1.5  | 45  | J. Kunstle                | Jean-Pierre Kunstle Ken Miles                                                                 | Porsche 550 RS                    | 184  | +13 giri                        |
| 10  | S 2.0  | 28  | Temple Buell              | Howard Hively Richie Ginther                                                                  | Ferrari 500 TRC                   | 179  | +18 giri                        |
| 11  | S 1.1  | 59  | Lotus Company             | Colin Chapman Joe Sheppard Dick Dungan                                                        | Lotus Eleven-Climax               | 174  | +23 giri                        |
| 12  | GT 5.0 | 4   | John Fitch                | Dick Thompson Gaston Andrey                                                                   | Chevrolet Corvette                | 173  | +24 giri                        |
| 13  | S 1.5  | 47  | OSCA of Italy             | Harry Beck Otto Linton Hal Stetson                                                            | Osca MT4 1500                     | 170  | +27 giri                        |
| 14  | S 2.0  | 31  | J. de Vroom               | Jan de Vroom George Arents David Cunningham                                                   | Ferrari 500 TRC                   | 169  | +25 giri                        |
| 15  | GT 5.0 | 3   | Lindsay Hopkins           | Jim Jeffords John Kilborn Dale Duncan                                                         | Chevrolet Corvette SR-2           | 168  | +26 giri                        |
| 16  | GT 5.0 | 2   | Lindsay Hopkins           | Paul O'Shea Pete Lovely                                                                       | Chevrolet Corvette SR-2           | 166  | +28 giri                        |
| 17  | S 2.0  | 36  | A.C. Car Company          | Juan Fernández J. L. Droullers Lino Fayen                                                     | AC Ace-Bristol                    | 161  | +36 giri                        |
| 18  | S 1.1  | 58  | Cooper Company            | Tom Hallock Max Goldman                                                                       | Cooper T39-Climax                 | 159  | +38 giri                        |
| 19  | GT 2.0 | 34  | Standard-Triumph          | Bob Oker Ed Pennybacker                                                                       | Triumph TR3                       | 159  | +38 giri                        |
| 20  | GT 1.3 | 34  | Jack Kaplan               | Jack Kaplan Charlie Rainville                                                                 | Alfa Romeo Giuletta Spider Veloce | 158  | +39 giri                        |
| 21  | GT 2.0 | 33  | Standard-Triumph          | Mike Rothschild Robert Johns                                                                  | Triumph TR3                       | 156  | +41 giri                        |
| 22  | S 2.0  | 35  | A.C. Car Company          | Joseph Hap Dressel Don Cullen William Woodbury                                                | AC Ace-Bristol                    | 154  | +43 giri                        |
| 23  | GT 1.6 | 49  | Hambro Automotive         | Alan Miller Ed Leavens Rowland Keith                                                          | MG A                              | 154  | +43 giri                        |
| 24  | GT 1.3 | 52  | Sir S. Oakes              | Sherman Crise Alan Markelson                                                                  | Alfa Romeo Giulietta SV           | 153  | +44 giri                        |
| 25  | GT 3.5 | 18  | C. Kreisler               | Fred Windridge George Reed Rundle Gilbert                                                     | Mercedes-Benz 300 SL              | 153  | +44 giri                        |
| 26  | GT 3.5 | 25  | Hambro Automotive         | Gilbert Gietner Ray Cuomo                                                                     | Austin-Healey 100S Special        | 151  | +46 giri                        |
| 27  | GT 1.6 | 51  | Hambro Automotive         | David Ash Gus Ehrman John van Driel                                                           | MG A                              | 150  | +47 giri                        |
| 28  | S 750  | 56  | Behm Motors               | Herman Behm Carl Haas Sandy MacArthur                                                         | Stanguellini Sport Bialbero 750   | 149  | +48 giri                        |
| 29  | GT 2.0 | 32  | Robert Grier              | Robert Grier Bob Kennedy                                                                      | Morgan Plus 4                     | 147  | +50 giri                        |
| 30  | S 2.0  | 71  | J. Cook                   | James Cook Ralph Durbin Leonard Karber                                                        | Arnolt-Bristol Bolide             | 146  | +51 giri                        |
| 31  | GT 1.6 | 40  | Porsche Company           | Fritz Huschke von Hanstein Herbert Linge                                                      | Porsche 356 A Carrera             | 144  | +53 giri                        |
| 32  | S 1.1  | 61  | Puerto Rico Club          | Victor Merino Luis Pedrerra Rafael Rosales                                                    | Lotus Eleven-Climax               | 141  | +56 giri                        |
| 33  | GT 3.5 | 17  | C. Flynn                  | Chester Flynn Ed Hugus                                                                        | Mercedes-Benz 300 SL              | 138  | +59 giri                        |
| 34  | T 1.0  | 64  | Renault Company           | Maurice Michy Maurice Foulgoc                                                                 | Renault Dauphine                  | 138  | +59 giri                        |
| 35  | T 1.0  | 65  | Renault Company           | Gilberte Thirion Nadège Ferrier Gabriele Spydel                                               | Renault Dauphine                  | 138  | +59 giri                        |
| 36  | GT 1.6 | 50  | Hambro Automotive         | Stephen Spitler William Kinchloe                                                              | MG A                              | 137  | +60 giri                        |
| 37  | T 1.0  | 66  | Renault Company           | Paul Frère Jean Lucas                                                                         | Renault Dauphine                  | 134  | +63 giri                        |
| 38  | GT 1.3 | 54  | L. Comito                 | Louis Comito Bruce Kessler Bob Rubin                                                          | Alfa Romeo Giuletta SV            | 54   | +143 giri                       |
| SQ  | S 1.5  | 74  | C. Moran                  | Malcolm Wyllie Margaret Wyllie Charles Moran                                                  | Lotus Eleven Le Mans-Climax       | 89   | Assistenza                      |
| SQ  | S 3.0  | 21  | Maserati Factory          | Roy Salvadori Carroll Shelby                                                                  | Maserati 250S                     | 68   | Rifornimento illegale           |
| Rit | S 1.5  | 42  | Norman Scott              | Norman Scott Frank Bott                                                                       | Porsche 550 RS                    | 168  | Cambio                          |
| Rit | S 1.5  | 41  | Porsche Company           | Hans Herrmann Jack McAfee                                                                     | Porsche 550 RS                    | 165  | Cambio                          |
| Rit | S 2.0  | 72  | A. C. Car Company         | John Mull Evelyn Mull                                                                         | AC Ace-Bristol                    | 146  | Asse posteriore                 |
| Rit | S 2.0  | 29  | E. Lunken                 | Ed Lunken Charles Hassan                                                                      | Ferrari 500 TRC                   | 143  | Perdita di carburante           |
| Rit | GT 3.5 | 16  | Harry Kullen              | Olivier Gendebien William Greenspun                                                           | Ferrari 250 GT Europa             | 111  | Motore                          |
| Rit | S 5.0  | 14  | Ferrari Factory           | Phil Hill Wolfgang von Trips                                                                  | Ferrari 290 MM                    | 106  | Batteria                        |
| Rit | GT 3.5 | 24  | Hambro Automotive         | Roy Jackson-Moore Elliott Forbes-Robinson Sr.                                                 | Austin-Healey 100S Special        | 105  | Tampone                         |
| Rit | GT 3.5 | 23  | Hambro Automotive         | Phil Stiles John Bentley                                                                      | Austin-Healey 100S Special        | 98   | Tubo del carburante             |
| Rit | S 2.0  | 27  | Lance Reventlow           | Lance Reventlow Bill Pollack                                                                  | Maserati 200 SI                   | 88   | Motore                          |
| Rit | S 1.1  | 60  | Lotus Company             | Jay Chamberlain Ignacio Lozano                                                                | Lotus Eleven-Climax               | 77   | Serbatoio del carburante        |
| Rit | S 750  | 67  | Argentine Auto Club       | Alejandro de Tomaso Isabelle Haskell                                                          | Osca S 750                        | 70   | Ritiro                          |
| Rit | S 1.1  | 63  | B. Stevens                | G. Storr Hal Ullrich                                                                          | DB HBR5-Panhard                   | 67   | Motore                          |
| Rit | S 2.0  | 26  | James Kimberly            | Jim Kimberly Ted Boynton                                                                      | Maserati 200 SI                   | 58   | Cambio                          |
| Rit | S 3.0  | 22  | A. V. Dayton              | Jo Bonnier Giorgio Scarlatti                                                                  | Maserati 150S 2.5                 | 55   | Motore                          |
| Rit | S 2.0  | 38T | S. H. Arnolt              | John Weltz Robert Gary                                                                        | Arnolt-Bristol Bolide             | 51   | Ritiro                          |
| Rit | S 5.0  | 8   | Jack Ensley               | Pat O'Connor Jack Ensley                                                                      | Jaguar D-Type                     | 50   | Asse posteriore                 |
| Rit | S 2.0  | 37  | S. H. Arnolt              | Bob Ballenger Jim Peterson                                                                    | Arnolt-Bristol Bolide             | 49   | Ritiro                          |
| Rit | S 2.0  | 39  | S. H. Arnolt              | Bob Goldich Stanley Arnolt                                                                    | Arnolt-Bristol Bolide             | 40   | Incidente mortale               |
| Rit | S 2.0  | 30  | W. Helburn                | William Helburn Jim Pauley                                                                    | Ferrari 500 TRC                   | 38   | Sistema di raffredamento        |
| Rit | S 5.0  | 9   | Alfonso Gómez-Mena        | Alfonso Gómez-Mena Ernie Ericksson Santiago González                                          | Jaguar D-Type                     | 37   | Pistone                         |
| Rit | S 1.5  | 43  | E. Crawford               | Ed Crawford Phil Stewart                                                                      | Porsche 550 RS                    | 35   | Cambio                          |
| Rit | S 5.0  | 10  | R. V. Milosevich          | Pete Woods Bobby Unser                                                                        | Jaguar D-Type                     | 33   | Asse sospensione                |
| Rit | S 5.0  | 1   | Lindsay Hopkins           | John Fitch Piero Taruffi                                                                      | Chevrolet Corvette SS             | 23   | Sospensione posteriore          |
| Rit | S 1.5  | 46  | R. Burns                  | Lloyd Ruby Bobby Burns                                                                        | Maserati 150S                     | 20   | Valvola                         |
| Rit | GT 2.0 | 70  | Triumph Company           | Jim Roberts Ed Pennybacker                                                                    | Triumph TR3                       | 10   | Sospensione                     |
| Rit | S 5.0  | 6   | B. S. Cunningham          | Bill Lloyd Briggs Cunningham                                                                  | Triumph TR3                       | 10   | Valvola                         |
| NP  | GT 1.3 | 53  | A. Martinez               | Frank Aldhous Daniel Watters Jack Brumby                                                      | Alfa Romeo Giulietta              | 0    | Non partiti                     |
| NP  | S 1.5  | 62  | G. Schrafft               | George Schrafft                                                                               | Lotus Eleven                      | 0    | Non partiti                     |
| NP  | S 3.0  | 69  | J. Pauley                 | Jim Pauley Don Vitale Harry Kullen                                                            | Ferrari 750 Monza                 | 0    | Auto di riserva                 |
| NP  | S 1.5  | 73  | J. von Neumann            | John von Neumann                                                                              | Porsche 550 RS                    | 0    | Auto di riserva                 |
| NP  | S 1.1  | 75  | Howard Hanna              | Howard Hanna Harry Brown                                                                      | DB HBR-Panhard                    | 0    | Auto di riserva                 |
| NP  | S 5.0  | T   | Lindsay Hopkins           | Piero Taruffi Zora Arkus-Duntov John Fitch Stirling Moss Juan Manuel Fangio                   | Chevrolet Corvette SS             | 0    | Auto di allenamento             |
| NP  | S 5.0  | 6T  | B. S. Cunningham          | Bill Lloyd Briggs Cunningham                                                                  | Jaguar D-Type                     | 0    | Auto di allenamento             |
| NP  | S 5.0  | 16T | Scuderia Ferrari          | Peter Collins Maurice Trintignant Alfonso de Portago Luigi Musso Phil Hill Wolfgang von Trips | Ferrari 857 Sport                 | 0    | Auto di allenamento             |
| NP  | S 2.0  | 38  | S. H. Arnolt              | John Weitz Robert Gary Jim Robinson                                                           | Arnolt-Bristol Bolide             | 0    | Incidente durante l'allenamento |
| NA  | S 3.0  |     |                           | Richie Ginther                                                                                | Maserati 300S                     | 0    |                                 |
| NA  | S 1.5  |     | Pete Lovely               | Pete Lovely Richie Ginther                                                                    | Porsche 550 RS                    | 0    |                                 |
| NA  | GT 5.0 |     | Ford                      |                                                                                               | Ford Thunderbird                  | 0    |                                 |
| NA  | GT 5.0 |     | Ford                      |                                                                                               | Ford Thunderbird                  | 0    |                                 |
| NA  | S 1.5  |     |                           |                                                                                               | Cooper T39-Climax                 | 0    |                                 |
| NA  | S 5.0  |     | Loyal Katskee             | Loyal Katskee                                                                                 | Jaguar D-Type                     | 0    |                                 |
| NA  | S 4.0  |     | Tony Parravano            | Tony Parravano                                                                                | Maserati 350S                     | 0    |                                 |
| NA  | S 3.0  | 22  | A. V. Dayton              |                                                                                               | Maserati 300S                     | 0    |                                 |
| NA  | S 1.1  | 57  | Elva Company              | Brow Crim Tony Palmer-Morewood                                                                | Elva Mk II-Climax                 | 0    | Auto danneggiata a Sea Shipment |
| NA  | S 5.0  | 68  | John Kilborn              | John Kilborn Lloyd Barton                                                                     | Ferrari 121 LM                    | 0    | Iscritti di riserva             |

## Statistiche
- Giro veloce: Jean Behra, 3'24"5 (147.329 km/h) (91,540 mph)

### Esplicative
1. 1 2 3  Vettura di allenamento